# Championnat du Brésil de football américain 2015
Navigation
Édition précédente Édition suivante
Le championnat du Brésil de football américain 2015 ou Superliga Nacional de Futebol Americano de 2015 est la sixième édition de la division élite du Brésil. Elle est divisée en Superliga Nord-Est et en Superliga Centre-Sud, où les champions de chaque superliga sont confrontés au Brasil Bowl VI. Après deux finales perdues, João Pessoa Spectros remporte le premier titre national de son histoire, en battant la double champion Coritiba Crocodiles.
La finale de la Superliga Centre-Sud remportée par Coritiba Crocodiles contre l'Arsenal de Cuiabá dans la Pantanal Arena bat le record de public en matchs de football américains dans le pays avec environ 14 000 personnes.

## Superliga 2015

### Les équipes participantes
| Superliga Centre-Sud       | Superliga Nord-Est | Superliga Nord-Est    |
| Superliga Centre-Sud       | Groupe Nord        | Groupe Sud            |
| São José Istepôs           | América Bulls      | João Pessoa Espectros |
| Itapema White Sharks       | Ceará Caçadores    | Recife Mariners       |
| Coritiba Crocodiles        | Recife Pirates     | Sergipe Bravos        |
| Foz do Iguaçu Black Sharks | UFERSA Petroleiros | Vitória FA            |
| Goiânia Rednecks           | Roma Gladiadores*  | Aracaju Imortais*     |
| Cuiabá Arsenal             |                    | Maceió Marechais*     |
| São Paulo Storm            |                    |                       |

*Participe uniquement à la phase préliminaire de la Superliga du Nord-Est.

### Format du championnat
La Superliga Centre-Sud est composée de sept équipes. Chaque équipe affronte chaque adversaire une fois, les deux premières équipes se qualifiant pour la finale.
La Superliga Nord-Est, organisée par la LINEFA, est divisée en deux phases: la phase préliminaire et la phase principale. Dans la phase préliminaire avec cinq équipes divisées en deux groupes, le groupe sud avec trois équipes et le groupe nord avec deux équipes. Qualification du meilleur de chaque groupe pour la prochaine phase. La phase principale maintenant composée de huit équipes est également partagée entre le groupe Sud et le groupe Nord. Les équipes jouent six matchs (trois à la maison et trois à l'extérieur), quatre matchs entre adversaires du même groupe et deux matchs en dehors du groupe. Les deux meilleurs vont en demi-finale, le premier recevant le second de l’autre groupe. Les vainqueurs se qualifient pour la finale, le Nordeste Bowl VI.
Les champions Nord-Est et Centre-Sud se rencontrent pour le titre national, le Brasil Bowl VI.

### Superliga Nord-Est

#### Phase préliminaire
| Équipe           | G | P | Pct   | PP | PC | Diff |
| ---------------- | - | - | ----- | -- | -- | ---- |
| Vitória FA       | 2 | 0 | 1.000 | 69 | 13 | 56   |
| Maceió Marechais | 1 | 1 | .500  | 52 | 36 | 16   |
| Aracaju Imortais | 0 | 2 | .000  | 2  | 74 | -72  |

| Équipe           | G | P | Pct   | PP | PC | Diff |
| ---------------- | - | - | ----- | -- | -- | ---- |
| Recife Pirates   | 2 | 0 | 1.000 | 34 | 6  | 28   |
| Roma Gladiadores | 0 | 2 | .000  | 6  | 34 | -28  |

#### Phase principale
| Équipe                | G | P | Pct   | PP  | PC  | Diff |
| --------------------- | - | - | ----- | --- | --- | ---- |
| Recife Mariners       | 6 | 0 | 1.000 | 217 | 44  | 173  |
| João Pessoa Espectros | 4 | 2 | .667  | 181 | 55  | 126  |
| Vitória FA            | 2 | 4 | .333  | 88  | 184 | -96  |
| Sergipe Bravos        | 0 | 6 | .000  | 9   | 253 | -244 |

| Équipe             | G | P | Pct  | PP  | PC  | Diff |
| ------------------ | - | - | ---- | --- | --- | ---- |
| Ceará Caçadores    | 5 | 1 | .833 | 201 | 87  | 114  |
| Recife Pirates     | 3 | 3 | .500 | 71  | 88  | -17  |
| América Bulls      | 2 | 4 | .333 | 115 | 133 | -18  |
| UFERSA Petroleiros | 2 | 4 | .333 | 39  | 77  | -38  |

#### Playoffs
| Ceará Caçadores | 6-23 | João Pessoa Espectros |

| Recife Mariners | 27-6 | Recife Pirates |

| Recife Mariners | 16-14 | João Pessoa Espectros |

### Superliga Centre-Sud

#### Phase principale
| Équipe                     | G | P | Pct  | PP  | PC  | Diff |
| -------------------------- | - | - | ---- | --- | --- | ---- |
| Cuiabá Arsenal             | 5 | 1 | .833 | 175 | 112 | 63   |
| Coritiba Crocodiles        | 5 | 1 | .833 | 159 | 88  | 71   |
| Itapema White Sharks       | 4 | 2 | .667 | 135 | 130 | 5    |
| Foz do Iguaçu Black Sharks | 3 | 3 | .500 | 162 | 123 | 39   |
| São José Istepôs           | 2 | 4 | .333 | 83  | 85  | -2   |
| São Paulo Storm            | 2 | 4 | .333 | 104 | 155 | -51  |
| Goiânia Rednecks           | 0 | 6 | .000 | 77  | 202 | -125 |

#### Finale
| Cuiabá Arsenal | 7-13 | Coritiba Crocodiles |

### Brasil Bowl VI
| João Pessoa Espectros | 23-22 | Coritiba Crocodiles |

## Torneio Touchdown 2015
Le tournoi Touchdown 2015 est la septième et dernière édition de l'un des championnats nationaux de football du Brésil. L'autre tournoi est la Superliga. Le Timbó Rex remporte son premier titre en battant le champion de l'année précédente, Vasco da Gama Patriots qui avait vaincu le propre Timbó Rex.

### Les équipes participantes
| Conférence Nord    | Conférence Nord          | Conférence Sud           | Conférence Sud     |
| Groupe A           | Groupe B                 | Groupe C                 | Groupe D           |
| Botafogo Reptiles  | Flamengo FA              | Botafogo Challengers     | Jaraguá Breakers   |
| Minas Locomotiva   | Santos Tsunami           | Corinthians Steamrollers | Juventude FA       |
| Rio Branco FA      | Tubarões do Cerrado      | Lusa Lions               | Timbó Rex          |
| Vila Velha Tritões | Vasco da Gama Patriotas* | Paraná HP                | UFPR Brown Spiders |

### Format du championnat
Cette édition voit la participation de 16 équipes, contrairement à 2014, où le tournoi en a 20. Les équipes sont divisées en deux conférences de deux groupes de quatre équipes chacune: Conférence Nord (Groupes A et B) Conférence Sud (Groupes C et D ). Les équipes gagnantes de leurs groupes sont classées pour les séries éliminatoires, ainsi que les deux équipes les mieux classées au sein de chaque conférence, quel que soit le groupe. Les huit équipes classées jouent dans le système à élimination directe en match simple, avec l'avantage du terrain pour l'équipe la mieux classée jusqu'à la grande finale.

### Classement
| Équipe                | G | P | Pct   | PP  | PC  | Diff |
| --------------------- | - | - | ----- | --- | --- | ---- |
| Vila Velha Tritões #2 | 7 | 0 | 1.000 | 251 | 109 | 142  |
| Botafogo Reptiles     | 2 | 5 | .286  | 147 | 212 | -65  |
| Rio Branco FA         | 2 | 5 | .286  | 80  | 270 | -190 |
| Minas Locomotiva      | 1 | 6 | .142  | 86  | 261 | -175 |

| Équipe                     | G | P | Pct  | PP  | PC  | Diff |
| -------------------------- | - | - | ---- | --- | --- | ---- |
| Vasco da Gama Patriotas #3 | 5 | 2 | .714 | 185 | 79  | 106  |
| Flamengo FA #5             | 5 | 2 | .714 | 205 | 116 | 89   |
| Santos Tsunami #7          | 4 | 3 | .571 | 213 | 151 | 62   |
| Tubarões do Cerrado        | 3 | 4 | .428 | 163 | 156 | 7    |

| Équipe                   | G | P | Pct  | PP  | PC  | Diff |
| ------------------------ | - | - | ---- | --- | --- | ---- |
| Lusa Lions #4            | 5 | 2 | .714 | 176 | 134 | 42   |
| Paraná HP #6             | 5 | 2 | .714 | 163 | 81  | 82   |
| Corinthians Steamrollers | 1 | 6 | .142 | 83  | 193 | -110 |
| Botafogo Challengers     | 0 | 7 | .000 | 80  | 197 | -117 |

| Équipe              | G | P | Pct   | PP  | PC  | Diff |
| ------------------- | - | - | ----- | --- | --- | ---- |
| Timbó Rex #1        | 7 | 0 | 1.000 | 214 | 55  | 159  |
| Jaraguá Breakers #8 | 4 | 3 | .571  | 142 | 86  | 56   |
| Juventude FA        | 3 | 4 | .428  | 160 | 201 | -41  |
| UFPR Brown Spiders  | 2 | 5 | .286  | 79  | 126 | -47  |

### Playoffs
| 1er | Timbó Rex               | 60-0  | Jaraguá Breakers | 8e |
| 4e  | Lusa Lions              | 0-40  | Flamengo FA      | 5e |
| 3e  | Vasco da Gama Patriotas | 10-6  | Paraná HP        | 6e |
| 2e  | Vila Velha Tritões      | 40-15 | Santos Tsunami   | 7e |

| Timbó Rex          | 20-14 | Flamengo FA             |
| Vila Velha Tritões | 14-28 | Vasco da Gama Patriotas |

| Timbó Rex | 28-9 | Vasco da Gama Patriotas |